# 最後の命
『最後の命』（さいごのいのち）は、中村文則による日本の小説。『群像』2007年2月号に一挙掲載された後、2007年6月11日に単行本が刊行された。
2014年に映画化された。

## あらすじ
幼馴染だった明瀬桂人と冴木裕一は、幼少期に集団婦女暴行事件に遭遇する。その事件をきっかけに桂人は人と肌を合わせることに穢れを覚え、最低限の人との関わりの中で生きていた。
ある日、桂人は、高校を卒業して以来7年ぶりに裕一から連絡をもらう。二人が再会を果たした夜、桂人の顔見知りのデリヘル嬢が桂人の部屋で殺された状態で発見された。
取り調べを受ける桂人は、刑事から裕一が連続婦女暴行容疑で全国指名手配されていることを知らされる。

## 映画
2014年11月8日に映画化され、公開された。監督は松本准平、主演は柳楽優弥。原作者の中村にとっては、本作が初映像化作品となる。

### キャスト
- 明瀬桂人 - 柳楽優弥（幼少期：土師野隆之介）
- 冴木裕一 - 矢野聖人（幼少期：板垣李光人）
- 小泉香里 - 比留川游
- やっちり - 内田慈
- エリコ - 池端レイナ
- カウンセラー - りりィ
- 山下刑事 - 滝藤賢一
- 大野（ホームレス） - 中嶋しゅう

### スタッフ
- 原作 - 中村文則「最後の命」（講談社文庫）
- 監督 - 松本准平
- 脚本 - 松本准平・高橋知由
- エグゼクティブ・プロデューサー - 吉田正大
- プロデューサー - 中林千賀子、三宅はるえ
- 撮影 - 長野泰隆
- 音楽 - 小瀬村晶
- 配給 - ティ・ジョイ

### 受賞歴
- 2014年チェルシー映画祭（アメリカ）：脚本賞 - 松本准平・高橋知由[3]